# (48462) 1991 RT6
(48462) 1991 RT6 là một tiểu hành tinh vành đai chính. Nó được phát hiện bởi Robert H. McNaught ở Đài thiên văn Siding Spring ở Coonabarabran, New South Wales, Australia, ngày 3 tháng 9 năm 1991.